# Mesterholdenes Europa Cup i håndbold 1977-78 (mænd)
Mesterholdenes Europa Cup i håndbold 1977–78 for mænd var den 18. udgave af Mesterholdenes Europa Cup i håndbold for mænd. Turneringen havde deltagelse af 24 klubhold, som sæsonen forinden var blevet nationale mestre, og den blev afviklet som en cupturnering, hvor opgørene til og med semifinalerne blev afgjort over to kampe (ude og hjemme), mens finalen blev afgjort i én kamp.
Turneringen blev vundet af SC Magdeburg fra Østtyskland, som i finalen i Magdeburg besejrede WKS Slask Wroclaw fra Polen med 28-22. Det var første gang at det østtyske hold vandt Mesterholdenes Europa Cup.
Danmarks repræsentant i turneringen var Fredericia KFUM, som blev slået ud i kvartfinalen af de senere finalister WKS Slask Wroclaw, som vandt med 46-44 over to kampe.

## Resultater

### 1/16-finaler
| Dato   | Dato   | Hjemmehold i 1. kamp | Udehold i 1. kamp         | Resultat | Resultat | Resultat |
| 1.kamp | 2.kamp | Hjemmehold i 1. kamp | Udehold i 1. kamp         | Samlet   | 1.kamp   | 2.kamp   |
| ------ | ------ | -------------------- | ------------------------- | -------- | -------- | -------- |
| ?      | ?      | Duina Trieste        | Hapoel Rechovot           | ?–?      | ?-?      | ?-?      |
| ?      | 7.10.  | Partizan Bjelovar    | Sportist Kremikovtzi      | 57–40    | 29-17    | 28-23    |
| 8.10.  | ?      | CF Os Belenenses     | Racing Club de Strasbourg | ?–?      | 24-16    | ?-?      |
| 21.10. | 22.10. | Valur                | Kyndil                    | 53–31    | 23-15    | 30-16    |
| 8.10.  | 15.10. | Union HK Krems       | Grasshopper-Club Zürich   | 36–33    | 19-13    | 17-20    |
| ?      | ?      | IL Refstad           | Sparta IF                 | 41–32    | 20-12    | 21-20    |
| ?      | ?      | HB Dudelange         | Birkenhead HC             | ?–?      | ?-?      | ?-?      |
| ?      | ?      | Progrès HC Seraing   | HV Sittardia              | 29–38    | 15-19    | 14-19    |

### 1/8-finaler
| Dato   | Dato   | Hjemmehold i 1. kamp | Udehold i 1. kamp    | Resultat | Resultat | Resultat |
| 1.kamp | 2.kamp | Hjemmehold i 1. kamp | Udehold i 1. kamp    | Samlet   | 1.kamp   | 2.kamp   |
| ------ | ------ | -------------------- | -------------------- | -------- | -------- | -------- |
| ?      | 27.11. | SC Magdeburg         | Partizan Bjelovar    | ?–?      | ?-?      | 21-28    |
| 15.11  | ?      | CF Os Belenenses     | Dukla Praha          | ?–?      | 19-30    | ?-?      |
| 12.11. | 24.11. | Budapest Honvéd      | Valur                | 57–48    | 35-23    | 22-25    |
| 7.11.  | 20.11. | Union HK Krems       | Grün-Weiss Dankerzen | 32–46    | 16-25    | 16-21    |
| 15.11. | ?      | IL Refstad           | SoIK Hellas          | ?–?      | 19-17    | ?-?      |
| 30.11. | 1.12.  | BC Calpisa Alicante  | Hapoel Rechovot      | 47–30    | 31-15    | 16-15    |
| 15.11. | ?      | Fredericia KFUM      | HB Dudelange         | ?–?      | 25-16    | ?-?      |
| 15.11  | ?      | HV Sittardia         | WKS Slask Wroclaw    | 38–63    | 17-32    | 21-31    |

### Kvartfinaler
| Dato   | Dato   | Hjemmehold i 1. kamp | Udehold i 1. kamp    | Resultat | Resultat | Resultat |
| 1.kamp | 2.kamp | Hjemmehold i 1. kamp | Udehold i 1. kamp    | Samlet   | 1.kamp   | 2.kamp   |
| ------ | ------ | -------------------- | -------------------- | -------- | -------- | -------- |
| ?      | ?      | SC Magdeburg         | Dukla Praha          | 47–42    | 22-22    | 25-20    |
| ?      | ?      | Budapest Honvéd      | Grün-Weiss Dankerzen | 39–38    | 24-20    | 15-18    |
| 27.2.  | 6.3.   | IL Refstad           | BC Calpisa Alicante  | 33–36    | 17-17    | 16-19    |
| ?      | ?      | Fredericia KFUM      | WKS Slask Wroclaw    | 44–46    | 26-20    | 18-26    |

### Semifinaler
| Dato   | Dato   | Hjemmehold i 1. kamp | Udehold i 1. kamp | Resultat | Resultat | Resultat |
| 1.kamp | 2.kamp | Hjemmehold i 1. kamp | Udehold i 1. kamp | Samlet   | 1.kamp   | 2.kamp   |
| ------ | ------ | -------------------- | ----------------- | -------- | -------- | -------- |
| ?      | ?      | Budapest Honvéd      | SC Magdeburg      | 38–41    | 21-22    | 17-19    |
| 26.3.  | 2.4.   | BC Calpisa Alicante  | WKS Slask Wroclaw | 39–52    | 18-20    | 21-32    |

### Finale
Finalen blev spillet i Magdeburg, Østtyskland.
| Dato  | Vinder       | Finalist          | Res.  | Pause |
| ----- | ------------ | ----------------- | ----- | ----- |
| 22.4. | SC Magdeburg | WKS Slask Wroclaw | 28–22 | ?     |